# زهرة الحبلى المنحنية
زهرة الحبلى المنحنية (الاسم العلمي:Enkianthus deflexus) هي نوع من النباتات تتبع جنس زهرة الحبلى من الفصيلة الخلنجية.